# Берзпилс
Бе́рзпилс (латыш. Bērzpils) — населённый пункт в Балвском крае Латвии. Административный центр Берзпилсской волости. Расположен на региональной автодороге P36. Расстояние до города Балви составляет около 40 км. По данным на 2007 год, в населённом пункте проживало 189 человек.

## История
Во времена Российской империи в селе располагалась усадьба Домополе. В советское время село носило название Домополе и было центром Берзпилсского сельсовета Балвского района. В селе располагался совхоз «Берзпилс».

## Известные уроженцы
- Михаил Давидович Александро́вич (1914—2002) — латвийский и советский певец (тенор), заслуженный артист РСФСР (1947).
- Анна Яновна Гляуда (1926—2016) — свинарка совхоза «Берзпилс», в 1958 году удостоена звания Героя Социалистического Труда[3].